# Càrn Mairg
Càrn Mairg är ett berg i Storbritannien.   Det ligger i kommunen Perth and Kinross och riksdelen Skottland, i den norra delen av landet, 600 km norr om huvudstaden London. Toppen på Càrn Mairg är 1 042 meter över havet, eller 466 meter över den omgivande terrängen. Bredden vid basen är 12,0 km.
Terrängen runt Càrn Mairg är huvudsakligen kuperad.Runt Càrn Mairg är det mycket glesbefolkat, med 4 invånare per kvadratkilometer. Närmaste större samhälle är Aberfeldy, 17,1 km öster om Càrn Mairg. I omgivningarna runt Càrn Mairg växer i huvudsak blandskog.